# کلودیو دسوزا
کلودیو دسوزا (انگلیسی: Claudio de Sousa؛ زادهٔ ۱۰ اوت ۱۹۸۵) بازیکن فوتبال اهل ایتالیا است.
از باشگاه‌هایی که در آن بازی کرده‌است می‌توان به باشگاه ورزشی لاتزیو، باشگاه فوتبال تورینو، باشگاه فوتبال مسینا، باشگاه فوتبال لودیجیانی کالچو، باشگاه فوتبال آنکونا، باشگاه فوتبال دلفینو پسکارا، و باشگاه فوتبال کومو اشاره کرد.